# Chakdor Namgyal
Pour les articles homonymes, voir Namgyal.
Chakdor Namgyal (sikkimais : ཕྱག་དོར་རྣམ་རྒྱལ་, Wilyie : phyag dor rnam rgyal, THL ： Chakdor Namgyal), né en 1686 et mort en 1717, est le troisième chogyal (monarque) du Sikkim.

## Biographie
Chakdor Namgyal succède à Tensung Namgyal en 1700 et est lui-même remplacé par Gyurmed Namgyal en 1717.
Sa demi-sœur Pendiongmu tentant de le détrôner, il fuit à Lhassa, mais est rétabli comme roi avec l'aide des Tibétains.